# Renée Girod
Renée Girod (geboren 2. Juli 1887 in Genf; gestorben 12. September 1962 ebenda) war eine Schweizer Ärztin und Frauenrechtlerin.

## Leben
Girod war die Tochter von Maurice Antoine Girod, zuletzt Major im Schweizer Generalstab, und dessen Frau Blanche Marie, geborene Borel. Girod ließ sich in Bern zur Krankenpflegerin ausbilden und diente im Ersten Weltkrieg in der französischen Armee als Sanitäterin. Nach dem Matura begann sie 1919 ein Medizinstudium, welches sie 1927 in Genf abschloss. Sie arbeitete als Ärztin für die Heilsarmee, dann als Frauen- und Kinderärztin im sozialen Bereich.
Sie wurde Präsidentin der Genfer Frauenzentrale, der Kommission für Hygiene im Bund Schweizerischer Frauenvereine (BSF) und Vertreterin der Schweiz im Internationalen Frauenrat (ICW). Nach Ausbruch des Zweiten Weltkriegs wurde sie im Mai 1940 interimsmäßig zur ICW-Präsidentin bestimmt, da die Amtsinhaberin Marthe Boël im besetzten Belgien festsaß. Erst im Mai 1945 konnte Boël das Amt wieder übernehmen.
Girod war ferner Mitgründerin und Vizepräsidentin einer Hilfsvereinigung für werdende Mütter; und auch an dem Sozialprojekt Vernets d’Arve beteiligt.